# 派拉马
派拉马（希臘語：Πέραμα），是希腊阿提卡大區比雷埃夫斯专区的市镇，为一港口城镇，距离比雷埃夫斯市中心10公里。市镇面积为14.73平方公里，人口数量为25,389人（2011年），人口密度1,724 /km2（2011）。与北部哈伊扎里和东部凱拉齊尼接壤。派拉马的南侧与凱拉齊尼海湾相接，其西侧与Salamina海峡相遇（根据上述，派拉马的名字可能是由于它的位置，这是一个来自大陆的通道雅典和比雷埃夫斯到萨拉米斯的一部分）。
派拉马是一个多岩石的地区。事实上，它的地形属于坡地，有一些地方有超过30％的坡度。该市从海面向上到海拔266米（Monastery Ag. Pateron Schistou）。

## 历史
在古代，派拉马地区被命名为“安帕利”。在埃拉莱奥山的山峰之一，这是派拉马市的一部分，它被认为是波斯皇帝薛西斯参加萨拉米斯海战（公元前480年）的地方。这个高峰被派拉马的居民称为“薛西斯王座”。
现代派拉马在20世纪20年代获得了一个小型定居点的形式，当时许多来自君士坦丁堡，小亚细亚，特别是Iconium和黑海的难民正在寻求这个地区的新生活。派拉马的新标志创建并从小亚细亚Iconium的小亚细亚难民那里得到它的名字。1928年，派拉马的第一家造船厂成立。这导致新居民的到来，大多是岛民。
1934年，派拉马社区成立，分别从比雷埃夫斯市政府和30年后的1964年，派拉马被确认为市镇。这一发展也反映了20世纪下半叶派拉马居民的人口增长情况。
直到20世纪60年代，几家海滨小酒馆和受欢迎的夜总会的存在反映了该地区迄今保存下来的民间特色。从那时起派拉马居民记忆中的一个特征就是直到1977年执行比雷埃夫斯 - 派拉马路线的电车。这列火车除了基本的交通工具之外，同时也是派拉马地区的象征。随着雅典电车延长计划的推出，计划从海基会开始恢复一条线路，并通过比雷埃夫斯在派拉马结束。

## 造船区
比雷埃夫斯的派拉马以其在海军修理区的存在和活动而闻名。
派拉马的生活与造船区密切相关。该地区大多数居民在派拉马的船厂工作。然而，海军修理区是欧洲最危险的工作场所之一，2008年7月24日发生了大量意外事故以及最近发生的重大事故事故。工作人员经常在派拉马聚集，而活跃会员是希腊最重要的Hip-Hop-Low Bap乐队之一，其成员是派拉马的居民，被选为歌曲“牺牲”。

## 人口数据
| 年份 | 人口数量 |
| ---- | -------- |
| 1981 | 23,012   |
| 1991 | 24,119   |
| 2001 | 25,720   |
| 2011 | 25,389   |
| 2021 | 25,628   |